# تشارلي ديفيس (كرة سلة)
تشارلي ديفيس (بالإنجليزية: Charlie Davis)‏ مواليد 7 سبتمبر 1949 في نيويورك، هو لاعب كرة سلة أمريكي. بدأ مسيرته الاحترافية في سنة 1971. تم اختياره من قبل فريق كليفلاند كافالييرز خلال الدرافت. يبلغ طوله 6 قدم 2 بوصة (1.9 م). اعتزل اللعب في 1973. لعب مع كليفلاند كافالييرز وبورتلاند ترايل بلايزرز.

## روابط خارجية
- تشارلي ديفيس على موقع إن بي أي (الإنجليزية)
- تشارلي ديفيس على موقع سبورتس رفرنس (الإنجليزية)
- تشارلي ديفيس على موقع كلية كرة السلة في سبورتس رفرنس.كوم (الإنجليزية)
- تشارلي ديفيس على موقع ريلجم (الإنجليزية)
- تشارلي ديفيس على موقع بروبوليرز (الإنجليزية)